# Laguna Cabildo
Laguna Cabildo es un cuerpo de agua perteneciente al humedal El Yali, pero se encuentra fuera de la Reserva nacional El Yali, en Chile central, Región de Valparaíso, Provincia de San Antonio, comuna de Santo Domingo (Chile). En el año 1999 se censaron 7 especies de aves y cerca de 1000 individuos, entre ellos el cisne coscoroba que se reproduce en la laguna.

## Hidrología
La laguna Cabildo corresponde a una antigua laguna costera  que por los procesos geológicos del lugar, asociados especialmente a la formación Navidad cercana, la emplazaron en su lugar y elevación actual.